# آردیلیر
آردیلیر (به فرانسوی: Ardillières) یک کمون در فرانسه است که در canton of Aigrefeuille-d'Aunis واقع شده‌است. آردیلیر ۱۵٫۷ کیلومتر مربع مساحت دارد ۱۷ متر بالاتر از سطح دریا واقع شده‌است.